# Moorenweis
Moorenweis este o comună din landul Bavaria, Germania.

## Istorie
Moorenweis a fost menționat pentru prima dată într-un document al mănăstirii Wessobrunn în jurul anului 753. Mănăstirea a fost cel mai important proprietar din sat din secolul al XIII-lea până la secularizarea din 1803. Municipiul Moorenweis a fost înființat în 1818.